# Callitula albipes
Callitula albipes är en stekelart som först beskrevs av Alan Parkhurst Dodd och Girault 1915.  Callitula albipes ingår i släktet Callitula och familjen puppglanssteklar. Inga underarter finns listade.